# Fontaine des Quatre-Tias
La fontaine des Quatre-Tias est une fontaine située à Fontenay-le-Comte, en France.

## Description
En descendant quelque marches, l'on accède à la fontaine, située sous un arc en anse de panier porté par des colonnes doriques, surmonté d'un large fronton triangulaire sur lequel figure en latin la devise de la Ville : Fons Fontanacum Felicium Ingeniorum Scaturigo. (Fontenay, fontaine et source de beaux esprits) qui aurait été prononcée par François Ier. L'eau s'écoule par quatre tuyaux (tias étant un tuyau en patois vendéen).

## Localisation
La fontaine est située sur la commune de Fontenay-le-Comte, dans le département français de la Vendée, à l'angle de la rue de la Fontaine et de la rue Goupilleau.

## Historique
Sa construction a été achevée sous le règne de François Ier, en 1542 comme l'indique la date portée au bas du bas relief sculpté représentant une fontaine à laquelle s'abreuvent deux licornes, ancien emblème de la Ville.
L'attribution depuis le milieu du XIXe siècle au maitre maçon Liénard de la Réau de la construction de la fontaine persiste de nos jours bien qu'elle semble dépourvue de fondement et semble être démentie par l'analyse stylistique.
Elle fut nommée diversement :
- La Fontaine des Beaux-Esprits. C'est l'époque des grands illustres fontenaisiens[3].
- Fontaine Royale avant la Révolution[3].
- Fontaine des Frères : une école des Frères des Écoles Chrétiennes se trouvait à côté de la fontaine[3].
- La Grande Fontaine, vraisemblablement par rapport à celle de Chipeau, sa voisine[3].Aujourd'hui, elle est nommée Fontaine des 4 tias, car l'eau se déverse par quatre tuyaux d'écoulement appelés "tias"[3].

Le conseil Municipal, par une décision du 16 mai 1898 décide la restauration de la fontaine. La rénovation est confiée à Octave de Rochebrune qui modifie fortement la fontaine. Ce dernier justifie ses choix avec un dessin du XVIIIe siècle dont Benjamin Fillon lui aurait fourni un fac-similé et qui lui aurait servi d'inspiration. Malgré des recherches poussées, ce dessin n'a jamais pu être retrouvé.
L'édifice est inscrit au titre des monuments historiques en 1926.